# Maria Augusta de Anhalt
Maria Augusta Antonieta Frederica Alexandra Hilda Luísa Princesa de Anhalt (em alemão: Marie Auguste Antoinette Friederike Alexandra Hilda Luise Prinzessin von Anhalt; Ballenstedt, 10 de junho de 1898 – Essen, 22 de maio de 1983) foi uma filha do duque Eduardo de Anhalt e da sua esposa, a princesa Luísa Carlota de Saxe-Altemburgo.

## Infância e família
Maria Augusta nasceu no dia 10 de junho de 1898, em Ballenstedt, filha do príncipe Eduardo de Anhalt e da sua esposa, a princesa Luísa Carlota de Saxe-Altemburgo. O seu pai apenas sucedeu como duque de Anhalt em 1918, após a morte do seu irmão Frederico II, acabando por morrer poucos meses depois.
Maria Augusta foi criada em Dessau, capital do ducado de Anhalt. Tinha cinco irmãos, mas a sua irmã mais velha, Frederica, e o irmão Leopoldo morreram quando ainda eram crianças. Maria era irmã mais velha do duque Joaquim Ernesto de Anhalt.
Os seus avós paternos eram o duque Frederico I de Anhalt e a princesa Antónia de Saxe-Altemburgo. Os seus avós maternos eram o príncipe Maurício de Saxe-Altemburgo e a princesa Augusta de Saxe-Meiningen.

## Casamento

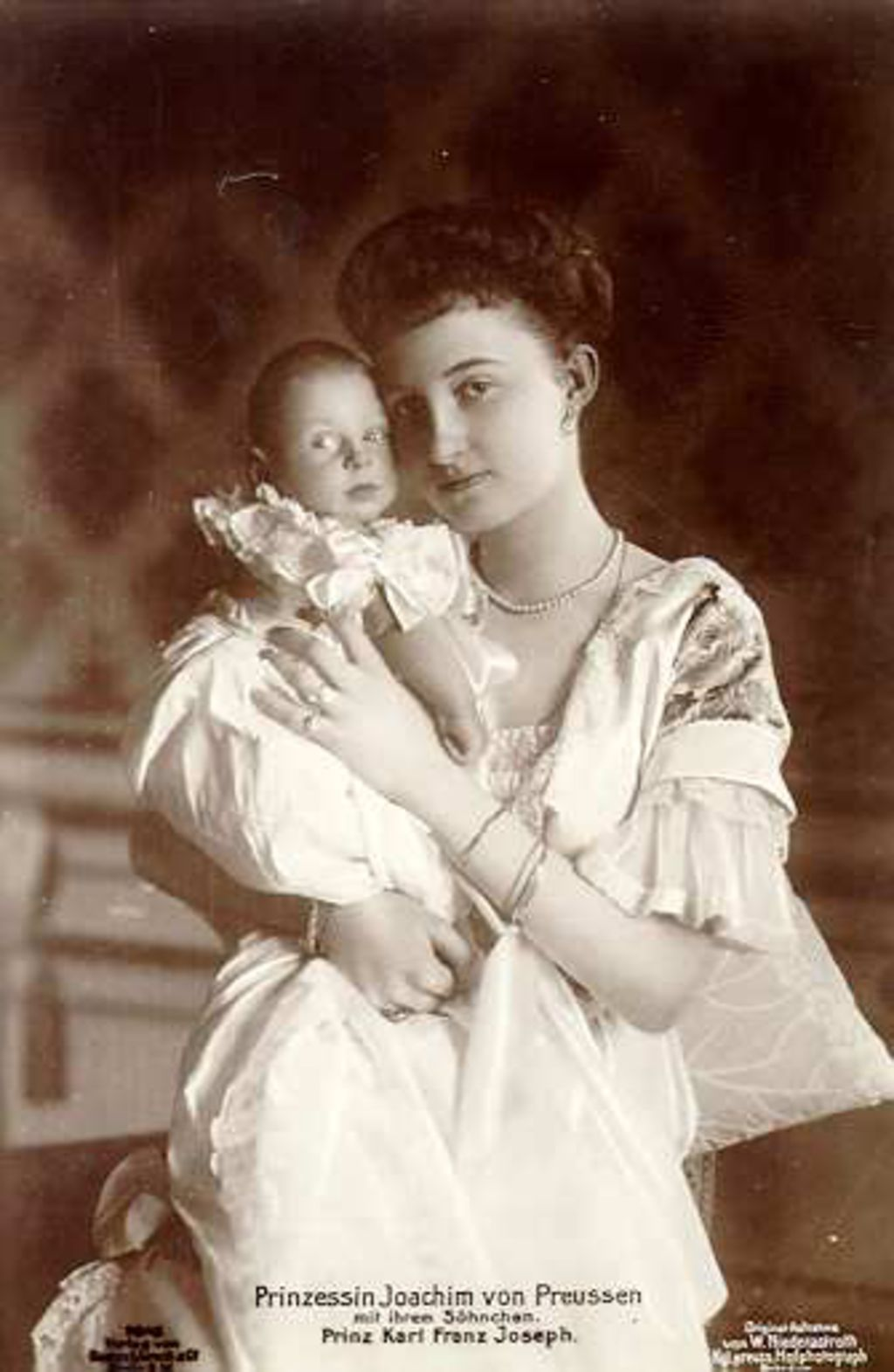
Maria Augusta com o filho Carlos Francisco.

No dia 11 de março de 1916, Maria Augusta casou-se em Berlim com o príncipe Joaquim da Prússia, filho mais novo do kaiser Guilherme II da Alemanha. Os dois tinham ficado noivos oficialmente no dia 14 de Outubro do ano anterior. O casamento foi celebrado no Castelo de Bellevue e nele participaram os pais de Joaquim, o duque e a duquesa de Anhalt bem como outros parentes. Tiveram uma cerimónia luterana simples, uma vez que esta aconteceu em plena Primeira Guerra Mundial.
O casal teve um filho, o príncipe Carlos Francisco da Prússia. O filho deste, o príncipe Francisco Guilherme, casou-se com a grã-duquesa Maria Vladimirovna da Rússia, uma pretendente ao trono russo.

### A morte de Joaquim
Após a abdicação do seu sogro, o kaiser Guilherme II, o seu marido não conseguiu aceitar o seu novo estatuto como plebeu e entrou num estado de depressão profunda, acabando por se suicidar com um tiro no dia 18 de julho de 1920 em Potsdam. Uma fonte diz que o príncipe estava com problemas financeiros e sofria de uma "grande depressão mental". O seu próprio irmão, o príncipe Eitel Frederico da Prússia, comentou que ele sofria de "uma disposição de demência excessiva". O casal tinha-se divorciado pouco antes da morte de Joaquim. As causas directas para o divórcio não são conhecidas, mas era sabido que havia problemas no casamento antes deste ser anunciado. Não obstante as razões, o divórcio pode ter sido um dos factores que contribuiu para a sua depressão.
Após o suicídio de Joaquim, Carlos Francisco passou a estar sob custódia do seu tio, o príncipe Eitel Frederico. Eitel ordenou que isto fosse feito com base no fato de o seu pai, o kaiser Guilherme, lhe ter entregue os poderes sobre a casa Hohenzollern nas suas mãos. Mais tarde esta justificação foi declarada ilegal e Maria Augusta recebeu custódia completa do filho em 1921. Maria conseguiu vencer em tribunal, apesar de já ter fugido da casa do marido anteriormente e de ter vários empregados a testemunhar contra ela. A defesa de Eitel também afirmou que Maria Augusta não era uma pessoa suficientemente sã para ficar com o seu filho. Contudo, a princesa voltou a tribunal, afirmando que estava destroçada, o que pode ter ajudado o seu caso.
Em 1922, Maria Augusta processou o ex-imperador Guilherme pelo apoio financeiro que lhe tinha sido no contrato de casamento com Joaquim não estar sendo pago. O advogado de Guilherme argumentou que as leis da casa de Hohenzollern já não eram válidas e, por isso, não tinham qualquer obrigação de sustentá-la.

## Vida posterior
No dia 27 de setembro de 1926, Maria voltou a casar-se, desta vez com Johannes-Michael Freiherr von Loën, um amigo de infância. Os dois divorciaram-se em 1935 e Maria Augusta voltou a usar o seu nome de solteira.

### Adopções
Maria Augusta estava com dificuldades financeiras nos últimos anos da sua vida. Por esse motivo, adoptou vários adultos que procuravam um estatuto real em troca de dinheiro. Em 1980, Maria Augusta adoptou Hans Robert Lichtenberg, que adoptou o nome de Frédéric Prinz von Anhalt. O facto de ter este nome, levou a confusões na imprensa que frequentemente se referem a ele como membro de uma família real europeia, algo que não é. A família da princesa Maria nunca o reconheceu como sendo membro da sua família, nem tem direito a usar títulos reais. As mulheres não podiam dar um título aos seus filhos, fossem eles naturais ou adoptivos, sem a permissão do soberano. Por isso "Prinz von Anhalt" não passa de um apelido, bem como outros títulos que ele usa. Em 1986 Frédéric casou-se com a actriz Zsa Zsa Gábor.
A princesa Maria Augusta morreu no dia 22 de maio de 1983 em Essen, Alemanha.